# 加夫列尔·卡瓦列罗
加夫列尔·卡瓦列罗（西班牙語：Gabriel Caballero，1971年2月5日—），墨西哥男子足球运动员，司职中场。他曾代表墨西哥国家队参加2002年国际足联世界杯，结果队伍止步十六强赛。